# Coleus
Genre
Coleus est un genre de plantes à fleurs de la famille des Labiées (Lamiaceae). L'espèce type est Coleus amboinicus Lour. (1790). Des plantes appartenant à présent à d'autres genres sont souvent appelées communément des coléus, en souvenir du genre Coleus qui a été révisé plusieurs fois par la suite.

## Révision du genre
En 2019, à la lumière de la phylogénie moléculaire les espèces ayant un temps été déplacées dans le genre Plectranthus, dans son sens large équivalent à la sous-tribu des Plectranthinae, ont ainsi été recomposées dans le genre Coleus, qui est à nouveau reconnu, et Equilabium. On compte à nouveau 294 espèces de Coleus, et ne restent par conséquent que 72 espèces de Plectranthus au sens strict, les autres étant 42 espèces Equilabium.

## Liste d'espèces
Selon World Checklist of Selected Plant Families (WCSP) (26 juin 2020) :
- Coleus abyssinicus (Fresen.) A.J.Paton (2019)
- Coleus acariformis (P.I.Forst.) P.I.Forst. (2019)
- Coleus achankoviliensis Smitha & A.J.Paton (2019)
- Coleus actites (P.I.Forst.) P.I.Forst. (2019)
- Coleus adenanthus (Dalzell & A.Gibson) A.J.Paton (2019)
- Coleus adenophorus (Gürke) A.J.Paton (2019)
- Coleus aegyptiacus (Forssk.) A.J.Paton (2019)
- Coleus affinis (Gürke) A.J.Paton (2019)
- Coleus albicalyx (Suddee) Suddee (2019)
- Coleus aliciae (Codd) A.J.Paton (2019)
- Coleus alloplectus (S.T.Blake) P.I.Forst. & T.C.Wilson (2019)
- Coleus alpinus Vatke (1872)
- Coleus altanmouiensis (T.C.Wilson, P.I.Forst. & M.A.M.Renner) T.C.Wilson & P.I.Forst. (2019)
- Coleus amboinicus Lour. (1790)
- Coleus amicorum (S.T.Blake) P.I.Forst. & T.C.Wilson (2019)
- Coleus amiculatus (T.C.Wilson, P.I.Forst. & M.A.M.Renner) T.C.Wilson & P.I.Forst. (2019)
- Coleus amoenus (P.I.Forst.) P.I.Forst. (2019)
- Coleus anamudianus (Smitha & Sunojk.) Smitha (2019)
- Coleus angolensis (G.Taylor) A.J.Paton (2019)
- Coleus angulatus (Hedge) A.J.Paton & Phillipson (2019)
- Coleus apoensis Elmer (1915)
- Coleus apreptus (S.T.Blake) P.I.Forst. & T.C.Wilson (2019)
- Coleus apricus (P.I.Forst.) P.I.Forst. (2019)
- Coleus arabicus Benth. (1848)
- Coleus arenicola (P.I.Forst.) P.I.Forst. (2019)
- Coleus argentatus (S.T.Blake) P.I.Forst. & T.C.Wilson (2019)
- Coleus argenteus (Gamble) A.J.Paton (2019)
- Coleus argentifolius (Ryding) A.J.Paton (2019)
- Coleus articulatus (I.M.Johnst.) A.J.Paton (2019)
- Coleus ater A.J.Paton (2019)
- Coleus auriglandulosus (A.J.Paton) A.J.Paton (2019)
- Coleus australis (R.Br.) A.J.Paton (2019)
- Coleus autranii Briq. (1894)
- Coleus barbatus (Andrews) Benth. ex G.Don (1830)
- Coleus bariensis (Ryding) A.J.Paton (2019)
- Coleus batesii (Baker) A.J.Paton (2019)
- Coleus batianoffii (P.I.Forst.) P.I.Forst. (2019)
- Coleus bellus (P.I.Forst.) P.I.Forst. (2019)
- Coleus betonicifolius (Baker) A.J.Paton (2019)
- Coleus bifidus (A.J.Paton) A.J.Paton (2019)
- Coleus bipartitus (P.I.Forst.) P.I.Forst. (2019)
- Coleus bishopianus (Gamble) Smitha & A.J.Paton (2019)
- Coleus blakei (P.I.Forst.) P.I.Forst. (2019)
- Coleus bojeri Benth. (1832)
- Coleus botryosus (A.J.Paton) A.J.Paton (2019)
- Coleus bourneae (Gamble) Smitha & A.J.Paton (2019)
- Coleus bracteatus Dunn (1913)
- Coleus brazzavillensis A.Chev. (1905)
- Coleus buchananii (Baker) Brenan (1954)
- Coleus burorum Chiov. (1929)
- Coleus caillei A.Chev. ex Hutch. & Dalziel (1931)
- Coleus calaminthoides (Baker) A.J.Paton (2019)
- Coleus calcicola Murata (1970)
- Coleus caldericola (P.I.Forst.) P.I.Forst. (2019)
- Coleus calycinus (Benth.) A.J.Paton (2019)
- Coleus cambodianus (Murata) A.J.Paton (2019)
- Coleus caninus (Roth) Vatke (1872)
- Coleus carnosifolius (Hemsl.) Dunn (1913)
- Coleus cataractarum (B.J.Pollard) A.J.Paton (2019)
- Coleus caudatus (S.Moore) E.Downes & I.Darbysh. (2017)
- Coleus celsus A.J.Paton (2019)
- Coleus centraliafricanus A.J.Paton (2019)
- Coleus chevalieri Briq. (1917)
- Coleus ciliatus (Bramley) A.J.Paton (2019)
- Coleus circinnatus (Hedge) A.J.Paton & Phillipson (2019)
- Coleus coeruleus Gürke (1894)
- Coleus comosus Hochst. ex Gürke (1894)
- Coleus confertiflorus (A.J.Paton) A.J.Paton (2019)
- Coleus congensis (Gürke) A.J.Paton (2019)
- Coleus congestus (R.Br.) A.J.Paton (2019)
- Coleus conglomeratus (T.C.E.Fr.) Robyns & Lebrun, Ann. Soc. Sci. Bruxelles (1929)
- Coleus crassus (N.E.Br.) Culham (2019)
- Coleus cremnus (B.J.Conn) A.J.Paton (2019)
- Coleus cucullatus (A.J.Paton) A.J.Paton (2019)
- Coleus cuneatus Baker f. (1899)
- Coleus cyanophyllus (P.I.Forst.) P.I.Forst. (2019)
- Coleus cylindraceus (Hochst. ex Benth.) A.J.Paton (2019)
- Coleus daviesii E.A.Bruce (1933)
- Coleus decimus (A.J.Paton) A.J.Paton (2019)
- Coleus decurrens Gürke (1894)
- Coleus deflexifolius (Baker) A.J.Paton (2019)
- Coleus defoliatus (Hochst. ex Benth.) A.J.Paton (2019)
- Coleus densus (N.E.Br.) A.J.Paton (2019)
- Coleus descampsii (Briq.) A.J.Paton (2019)
- Coleus dewildemanianus (Robyns & Lebrun) A.J.Paton (2019)
- Coleus dichotomus (A.J.Paton) A.J.Paton (2019)
- Coleus dinteri (Briq.) A.J.Paton (2019)
- Coleus divaricatus A.J.Paton (2019)
- Coleus diversus (S.T.Blake) P.I.Forst. & T.C.Wilson (2019)
- Coleus dolichopodus (Briq.) A.J.Paton (2019)
- Coleus dumicola (P.I.Forst.) P.I.Forst. (2019)
- Coleus dysophylloides (Benth.) A.J.Paton (2019)
- Coleus elliotii (S.Moore) A.J.Paton (2019)
- Coleus eminii (Gürke) A.J.Paton (2019)
- Coleus engleri (Briq.) A.J.Paton (2019)
- Coleus erici-rosenii (R.E.Fr.) A.J.Paton (2019)
- Coleus eungellaensis A.J.Paton (2019)
- Coleus excelsus (P.I.Forst.) P.I.Forst. (2019)
- Coleus exilis (A.J.Paton) A.J.Paton (2019)
- Coleus fasciculatus (P.I.Forst.) P.I.Forst. (2019)
- Coleus ferricola Phillipson, O.Hooper & A.J.Paton (2019)
- Coleus foetidus (Benth.) A.J.Paton (2019)
- Coleus foliatus (A.J.Paton) A.J.Paton (2019)
- Coleus forsteri (Benth.) A.J.Paton (2019)
- Coleus fragrantissimus (P.I.Forst.) P.I.Forst. (2019)
- Coleus gamblei (Smitha & Sunojk.) Smitha (2019)
- Coleus geminatus (P.I.Forst.) P.I.Forst. (2019)
- Coleus gibbosus A.J.Paton (2019)
- Coleus gigantifolius (Suddee) Suddee (2019)
- Coleus gillettii (J.K.Morton) A.J.Paton (2019)
- Coleus glabriflorus (P.I.Forst.) P.I.Forst. (2019)
- Coleus globosus (Ryding) A.J.Paton (2019)
- Coleus goetzenii (Gürke) A.J.Paton (2019)
- Coleus gossweileri A.J.Paton (2019)
- Coleus gracilipedicellatum (Robyns & Lebrun) A.J.Paton (2019)
- Coleus graminifolius (Perkins) A.J.Paton (2019)
- Coleus grandidentatus (Gürke) A.J.Paton (2019)
- Coleus graniticola (A.Chev.) A.J.Paton (2019)
- Coleus gratus (S.T.Blake) P.I.Forst. & T.C.Wilson (2019)
- Coleus graveolens (R.Br.) A.J.Paton (2019)
- Coleus guerkei (Briq.) A.J.Paton (2019)
- Coleus habrophyllus (P.I.Forst.) P.I.Forst. (2019)
- Coleus hadiensis (Forssk.) A.J.Paton (2019)
- Coleus hallii (J.K.Morton) A.J.Paton (2019)
- Coleus harmandii (Doan ex Suddee & A.J.Paton) A.J.Paton (2019)
- Coleus helferi (Hook.f.) A.J.Paton (2019)
- Coleus hereroensis (Engl.) A.J.Paton (2019)
- Coleus hijazensis (Abdel Khalik) A.J.Paton (2019)
- Coleus humulopsis (B.J.Pollard) A.J.Paton (2019)
- Coleus hymalis (J.R.I.Wood) A.J.Paton (2019)
- Coleus idukkianus (J.Mathew, Yohannan & B.J.Conn) Smitha (2019)
- Coleus igniarioides (Ryding) A.J.Paton (2019)
- Coleus ignotus (A.J.Paton) A.J.Paton (2019)
- Coleus inselbergii (B.J.Pollard & A.J.Paton) A.J.Paton (2019)
- Coleus insignis (Hook.f.) A.J.Paton (2019)
- Coleus insularis (P.I.Forst.) P.I.Forst. (2019)
- Coleus intraterraneus (S.T.Blake) P.I.Forst. & T.C.Wilson (2019)
- Coleus kanyakumariensis (Shinoj & Sunojk.) Smitha (2019)
- Coleus kirkii (Baker) A.J.Paton (2019)
- Coleus klossii (S.Moore) P.I.Forst. & T.C.Wilson (2019)
- Coleus koulikoroensis A.J.Paton (2019)
- Coleus kunstleri (Prain) A.J.Paton (2019)
- Coleus laetus (P.I.Forst.) P.I.Forst. (2019)
- Coleus lanceolatus (Bojer ex Benth.) A.J.Paton & Phillipson (2019)
- Coleus lancifolius (Bramley) A.J.Paton (2019)
- Coleus lateriticola (A.Chev.) Phillipson, O.Hooper & A.J.Paton (2019)
- Coleus laxus (T.C.Wilson & P.I.Forst.) T.C.Wilson & P.I.Forst. (2019)
- Coleus leiperi (P.I.Forst.) P.I.Forst. (2019)
- Coleus linearifolius (J.K.Morton) A.J.Paton (2019)
- Coleus livingstonei A.J.Paton (2019)
- Coleus maculosus (Lam.) A.J.Paton (2019)
- Coleus magnificus P.I.Forst. & A.J.Paton (2019)
- Coleus marrubatus (J.K.Morton) A.J.Paton (2019)
- Coleus megacalyx (A.J.Paton) A.J.Paton (2019)
- Coleus megadontus (P.I.Forst.) P.I.Forst. (2019)
- Coleus melleri (Baker) A.J.Paton & Phillipson (2019)
- Coleus meyeri (Gürke) A.J.Paton (2019)
- Coleus minor (J.K.Morton) A.J.Paton (2019)
- Coleus minutiflorus (Ryding) A.J.Paton (2019)
- Coleus minutus (P.I.Forst.) P.I.Forst. (2019)
- Coleus mirus (S.T.Blake) P.I.Forst. & T.C.Wilson (2019)
- Coleus mitis (R.A.Clement) A.J.Paton (2019)
- Coleus monostachyus (P.Beauv.) A.J.Paton (2019)
- Coleus mutabilis (Codd) A.J.Paton (2019)
- Coleus nepetifolius (Baker) A.J.Paton (2019)
- Coleus niamniamensis (Gürke) A.J.Paton (2019)
- Coleus nigericus (Alston) A.J.Paton (2019)
- Coleus nitidus (P.I.Forst.) P.I.Forst. (2019)
- Coleus niveus (Hiern) A.J.Paton (2019)
- Coleus omissus (P.I.Forst.) P.I.Forst. (2019)
- Coleus orthodontus (Gürke) A.J.Paton (2019)
- Coleus otostegioides (Schweinf. ex Gürke) A.J.Paton (2019)
- Coleus pallidus (Wall. ex Benth.) A.J.Paton (2019)
- Coleus parishii (Hook.f.) A.J.Paton (2019)
- Coleus parvicalyx (A.J.Paton) A.J.Paton (2019)
- Coleus penicillatus (A.J.Paton) A.J.Paton (2019)
- Coleus perrieri (Hedge) A.J.Paton & Phillipson (2019)
- Coleus petraeus (Backer ex Adelb.) A.J.Paton (2019)
- Coleus petricola (J.Mathew & B.J.Conn) A.J.Paton (2019)
- Coleus phulangkaensis (Suddee, Suphuntee & Saengrit) Suddee (2019)
- Coleus plantagineus (Hook.f.) A.J.Paton (2019)
- Coleus platyphyllus (A.J.Paton) A.J.Paton (2019)
- Coleus polystachyus (Benth.) A.J.Paton (2019)
- Coleus porcatus (van Jaarsv. & P.J.D.Winter) A.J.Paton (2019)
- Coleus porphyranthus (T.J.Edwards & N.R.Crouch) A.J.Paton (2019)
- Coleus prittwitzii (Perkins) A.J.Paton (2019)
- Coleus prostratus (Gürke) A.J.Paton (2019)
- Coleus psammophilus (Codd) A.J.Paton (2019)
- Coleus pseudospeciosus (Buscal. & Muschl.) A.J.Paton (2019)
- Coleus pulchellus (P.I.Forst.) P.I.Forst. (2019)
- Coleus recurvata (Ryding) A.J.Paton (2019)
- Coleus rhodesianum (N.E.Br.) A.J.Paton (2019)
- Coleus robustus (Hook.f.) A.J.Paton (2019)
- Coleus ruandensis (De Wild.) A.J.Paton (2019)
- Coleus rutenbergianus (Vatke) A.J.Paton & Phillipson (2019)
- Coleus sahyadricus (Smitha & Sunojk.) Smitha (2019)
- Coleus sallyae (A.J.Paton) A.J.Paton (2019)
- Coleus sanguineus (Britten) A.J.Paton (2019)
- Coleus saxorum (J.Mathew, Yohannan & B.J.Conn) Smitha (2019)
- Coleus scaber (Benth.) A.J.Paton (2019)
- Coleus schizophyllus (Baker) A.J.Paton (2019)
- Coleus schliebenii (Mildbr.) A.J.Paton (2019)
- Coleus scruposus A.J.Paton (2019)
- Coleus scutellarioides (L.) Benth. (1830)
- Coleus sessilifolius (A.J.Paton) A.J.Paton (2019)
- Coleus shoolamudianus (Sunil & Naveen Kum.) Smitha & A.J.Paton (2019)
- Coleus sigmoideus (A.J.Paton) A.J.Paton (2019)
- Coleus socotranus (Radcl.-Sm.) A.J.Paton (2019)
- Coleus sphaerocephalus (Baker) A.J.Paton (2019)
- Coleus splendens (P.I.Forst.) P.I.Forst. (2019)
- Coleus splendidus A.Chev. (1909)
- Coleus steenisii (H.Keng) A.J.Paton (2019)
- Coleus stenostachys (Baker) A.J.Paton & Phillipson (2019)
- Coleus strictipes (G.Taylor) A.J.Paton (2019)
- Coleus strobilifer (Roxb.) A.J.Paton (2019)
- Coleus stuhlmannii (Gürke) A.J.Paton (2019)
- Coleus suaveolens (S.T.Blake) P.I.Forst. & T.C.Wilson (2019)
- Coleus suffruticosus (Wight) A.J.Paton (2019)
- Coleus sylvestris (Gürke) A.J.Paton & Phillipson (2019)
- Coleus tetradenifolius (A.J.Paton) A.J.Paton (2019)
- Coleus thalassoscopicus (P.I.Forst.) P.I.Forst. (2019)
- Coleus togoensis (Perkins) A.J.Paton (2019)
- Coleus tomentifolius (Suddee) Suddee (2019)
- Coleus torrenticola (P.I.Forst.) P.I.Forst. (2019)
- Coleus triangularis (A.J.Paton) A.J.Paton (2019)
- Coleus trullatus (A.J.Paton) A.J.Paton (2019)
- Coleus unguentarius (Codd) A.J.Paton (2019)
- Coleus velutinus (Trimen) A.J.Paton (2019)
- Coleus venteri (van Jaarsv. & Hankey) A.J.Paton (2019)
- Coleus ventosus (P.I.Forst.) P.I.Forst. (2019)
- Coleus venustus (P.I.Forst.) P.I.Forst. (2019)
- Coleus verticillatus (Baker) A.J.Paton (2019)
- Coleus veyretiae (Guillaumet & A.Cornet) A.J.Paton & Phillipson (2019)
- Coleus villosus (Forssk.) A.J.Paton (2019)
- Coleus wallamanensis (T.C.Wilson & P.I.Forst.) T.C.Wilson & P.I.Forst. (2019)
- Coleus xerophilus (Codd) A.J.Paton (2019)
- Coleus xylopodus (Lukhoba & A.J.Paton) A.J.Paton (2019)
- Coleus yemenensis A.J.Paton (2019)
- Coleus zombensis (Baker) Mwany. (2019)

Selon NCBI (26 juin 2020) :
- Coleus carnosifolius (Hemsl.) Dunn
- Coleus luteus (Guerke) Staner
- Coleus xanthanthus C.Y.Wu & Y.C.Huang

Selon The Plant List (26 juin 2020) :
- Coleus decurrens Gürke
- Coleus forskohlii (Willd.) Briq.

Selon Tropicos (26 juin 2020) (Attention liste brute contenant possiblement des synonymes) :
- Coleus abyssinicus (Fresen.) A.J. Paton
- Coleus acariformis (P.I. Forst.) P.I. Forst.
- Coleus achankoviliensis Smitha & A.J. Paton
- Coleus aconitiflorus Welw. ex Hiern
- Coleus actites (P.I. Forst.) P.I. Forst.
- Coleus acuminatus Benth.
- Coleus adenanthus (Dalzell & A. Gibson) A.J. Paton
- Coleus adenophorus (Gürke) A.J. Paton
- Coleus adolfi-friderici Perkins
- Coleus aegyptiacus (Forssk.) A.J. Paton
- Coleus affinis (Gürke) A.J. Paton
- Coleus africanus (Baker ex Scott Elliot) Roberty
- Coleus albicalyx (Suddee) Suddee
- Coleus albidus Vatke
- Coleus aliciae (Codd) A.J. Paton
- Coleus alloplectus (S.T. Blake) P.I. Forst. & T.C. Wilson
- Coleus alpinus Vatke
- Coleus altanmouiensis (T.C. Wilson, P.I. Forst. & M.A.M. Renner) T.C. Wilson & P.I. Forst.
- Coleus amboinicus Lour.
- Coleus amicorum (S.T. Blake) P.I. Forst. & T.C. Wilson
- Coleus amiculatus (T.C. Wilson, P.I. Forst. & M.A.M. Renner) T.C. Wilson & P.I. Forst.
- Coleus amoenus (P.I. Forst.) P.I. Forst.
- Coleus anamallayensis Bedd.
- Coleus anamudianus (Smitha & Sunojk.) Smitha
- Coleus andongensis (Hiern) G. Taylor
- Coleus angolensis (G. Taylor) A.J. Paton
- Coleus angulatus (Hedge) A.J. Paton & Phillipson
- Coleus apoensis Elmer
- Coleus apreptus (S.T. Blake) P.I. Forst. & T.C. Wilson
- Coleus apricus (P.I. Forst.) P.I. Forst.
- Coleus aquaticus Gürke
- Coleus arabicus Benth.
- Coleus arenicola (P.I. Forst.) P.I. Forst.
- Coleus argentatus (S.T. Blake) P.I. Forst. & T.C. Wilson
- Coleus argenteus (Gamble) A.J. Paton
- Coleus argentifolius (Ryding) A.J. Paton
- Coleus aromaticus (Roxb.) Benth.
- Coleus aromatium Benth.
- Coleus articulatus (I.M. Johnst.) A.J. Paton
- Coleus ascendens Gilli
- Coleus assurgens Baker
- Coleus ater A.J. Paton
- Coleus atropurpureus Benth.
- Coleus aulihanensis Schweinf. & Volkens
- Coleus auriglandulosus (A.J. Paton) A.J. Paton
- Coleus australis (R. Br.) A.J. Paton
- Coleus autranii Briq.
- Coleus barbatus (Andrews) Benth. ex G. Don
- Coleus bariensis (Ryding) A.J. Paton
- Coleus batemannii T. Moore
- Coleus batesii (Baker) A.J. Paton
- Coleus batianoffii (P.I. Forst.) P.I. Forst.
- Coleus baumii Gürke
- Coleus bausei T. Moore
- Coleus bellus (P.I. Forst.) P.I. Forst.
- Coleus benthamianus Arn.
- Coleus berkeleyi T. Moore
- Coleus bernieri Briq.
- Coleus betonicifolius (Baker) A.J. Paton
- Coleus betonicoides Baker ex Hiern
- Coleus bicolor (Blume) Benth.
- Coleus bifidus (A.J. Paton) A.J. Paton
- Coleus bipartitus (P.I. Forst.) P.I. Forst.
- Coleus bishopianus (Gamble) Smitha & A.J. Paton
- Coleus blakei (P.I. Forst.) P.I. Forst.
- Coleus blancoi Benth.
- Coleus blumei Benth.
- Coleus bojeri Benth.
- Coleus botryosus (A.J. Paton) A.J. Paton
- Coleus bourneae (Gamble) Smitha & A.J. Paton
- Coleus bracteatus Dunn
- Coleus brazzavillensis A. Chev.
- Coleus briquetii Baker
- Coleus buchananii (Baker) Brenan
- Coleus burorum Chiov.
- Coleus caillei A. Chev. ex Hutch. & Dalziel
- Coleus calaminthoides (Baker) A.J. Paton
- Coleus calcicola Murata
- Coleus caldericola (P.I. Forst.) P.I. Forst.
- Coleus calycinus (Benth.) A.J. Paton
- Coleus cambodianus (Murata) A.J. Paton
- Coleus camporum Gürke
- Coleus caninus (Roth) Vatke
- Coleus carnosifolius (Hemsl.) Dunn
- Coleus carnosus Hassk.
- Coleus casamancicus A. Chev. ex Hutch. & Dalziel
- Coleus casamanicus A. Chev. ex Hutch. & Dalziel
- Coleus cataractarum (B.J. Pollard) A.J. Paton
- Coleus caudatus (S. Moore) E. Downes & I. Darbysh.
- Coleus celsus A.J. Paton
- Coleus centraliafricanus A.J. Paton
- Coleus chevalieri Briq.
- Coleus cicatricosus Hutch. & E.A. Bruce
- Coleus ciliatus (Bramley) A.J. Paton
- Coleus circinnatus (Hedge) A.J. Paton & Phillipson
- Coleus claessensii De Wild.
- Coleus clandulosus Hook. f.
- Coleus clarkii T. Moore
- Coleus clivicola S. Moore
- Coleus coerulescens Gürke
- Coleus coeruleus Gürke ex Engl.
- Coleus collinus Lebrun & Touss.
- Coleus comosus Hochst. ex Guerke
- Coleus concinnus (Hiern) Baker
- Coleus confertiflorus (A.J. Paton) A.J. Paton
- Coleus congensis (Gürke) A.J. Paton
- Coleus congestus (R. Br.) A.J. Paton
- Coleus conglomeratus (T.C.E. Fr.) Robyns & Lebrun
- Coleus copiosiflorus Briq.
- Coleus coppinii Heckel
- Coleus crassifolius Benth.
- Coleus crassus (N.E. Br.) Culham
- Coleus cremnus (B.J. Conn) A.J. Paton
- Coleus crispipilus (Merr.) Merr.
- Coleus cucullatus (A.J. Paton) A.J. Paton
- Coleus cuneatus Baker f.
- Coleus cunenensis Baker
- Coleus cyanophyllus (P.I. Forst.) P.I. Forst.
- Coleus cylindraceus (Hochst. ex Benth.) A.J. Paton
- Coleus darfurensis R.D. Good
- Coleus daviesii E.A. Bruce
- Coleus dazo A. Chev.
- Coleus de-gasperisianns Buscal. & Muschl.
- Coleus decimus (A.J. Paton) A.J. Paton
- Coleus decumbens Gürke
- Coleus decurrens Gürke
- Coleus deflexifolius (Baker) A.J. Paton
- Coleus defoliatus (Hochst. ex Benth.) A.J. Paton
- Coleus delpierrei De Wild.
- Coleus densus (N.E. Br.) A.J. Paton
- Coleus denudatus (A. Chev. ex Hutch. & Dalziel) Robyns
- Coleus descampsii (Briq.) A.J. Paton
- Coleus dewevrei Briq.
- Coleus dewildemanianus (Robyns & Lebrun) A.J. Paton
- Coleus dichotomus (A.J. Paton) A.J. Paton
- Coleus diffusus (Alston) Robyns & Lebrun
- Coleus dinteri (Briq.) A.J. Paton
- Coleus dissitiflorus Gürke
- Coleus divaricatus A.J. Paton
- Coleus diversus (S.T. Blake) P.I. Forst. & T.C. Wilson
- Coleus dixii T. Moore
- Coleus djalonensis A. Chev.
- Coleus doba Hochst. ex Chiov.
- Coleus dolichopodus (Briq.) A.J. Paton
- Coleus drymophilus G. Taylor
- Coleus dumicola (P.I. Forst.) P.I. Forst.
- Coleus dupuisii Briq.
- Coleus dysentericus Baker
- Coleus dysophylloides (Benth.) A.J. Paton
- Coleus edulis Vatke
- Coleus eetveldeanus Briq.
- Coleus efoliatus De Wild.
- Coleus elatus Baker
- Coleus elliotii (S. Moore) A.J. Paton
- Coleus elongatus Trimen
- Coleus eminii (Gürke) A.J. Paton
- Coleus englerastrum Roberty
- Coleus engleri (Briq.) A.J. Paton
- Coleus entebbensis S. Moore
- Coleus equisetiformis E.A. Bruce
- Coleus erici-rosenii (R.E. Fr.) A.J. Paton
- Coleus esculentus (N.E. Br.) G. Taylor
- Coleus esquirolii (H. Lév.) Dunn
- Coleus eungellaensis P.I. Forst. & A.J. Paton
- Coleus excelsus (P.I. Forst.) P.I. Forst.
- Coleus exilis (A.J. Paton) A.J. Paton
- Coleus fasciculatus (P.I. Forst.) P.I. Forst.
- Coleus ferricola Phillipson, O. Hooper & A.J. Paton
- Coleus ferrugineus Robyns
- Coleus fimbriatus Lebrun & Touss.
- Coleus flaccidus Vatke
- Coleus flavovirens Gürke
- Coleus floribundus Baker
- Coleus foetidus (Benth.) A.J. Paton
- Coleus foliatus (A.J. Paton) A.J. Paton
- Coleus formosanus Hayata
- Coleus forskohlii (Willd.) Briq.
- Coleus forskolii Briq.
- Coleus forsskaolii (Poir.) Briq.
- Coleus forsteri (Benth.) A.J. Paton
- Coleus fragrantissimus (P.I. Forst.) P.I. Forst.
- Coleus fredericii G. Taylor
- Coleus fruticosus Wight ex Benth.
- Coleus fulvescens Kurz ex Prain
- Coleus galeatus (Vahl) Benth.
- Coleus gallaensis Gürke
- Coleus gamblei (Smitha & Sunojk.) Smitha
- Coleus garckeanus Vatke
- Coleus gaudichaudii Briq.
- Coleus gazensis S. Moore
- Coleus geminatus (P.I. Forst.) P.I. Forst.
- Coleus ghindanus Schweinf. ex Baker
- Coleus gibbosus A.J. Paton
- Coleus gibbsiae S. Moore
- Coleus gibsonii Verl.
- Coleus gigantifolius (Suddee) Suddee
- Coleus gillettii (J.K. Morton) A.J. Paton
- Coleus giorgii De Wild.
- Coleus glabratus Benth.
- Coleus glabriflorus (P.I. Forst.) P.I. Forst.
- Coleus glandulosus Hook. f.
- Coleus globosus (Ryding) A.J. Paton
- Coleus goetzenii (Gürke) A.J. Paton
- Coleus gomphophyllus Baker
- Coleus gossweileri A.J. Paton
- Coleus goudotii Briq.
- Coleus gracilentus S. Moore
- Coleus gracilifolius Briq.
- Coleus gracilipedicellatum (Robyns & Lebrun) A.J. Paton
- Coleus gracilis Gürke
- Coleus gracillimus (T.C.E. Fr.) Robyns & Lebrun
- Coleus graminifolius (Perkins) A.J. Paton
- Coleus grandicalyx E.A. Bruce
- Coleus grandidentatus (Gürke) A.J. Paton
- Coleus grandifolius Benth.
- Coleus grandis L.H.Cramer
- Coleus graniticola (A. Chev.) A.J. Paton
- Coleus gratus (S.T. Blake) P.I. Forst. & T.C. Wilson
- Coleus graveolens (R. Br.) A.J. Paton
- Coleus guerkei (Briq.) A.J. Paton
- Coleus guidottii Chiov.
- Coleus gymnostomus Gürke
- Coleus habrophyllus (P.I. Forst.) P.I. Forst.
- Coleus hadiensis (Forssk.) A.J. Paton
- Coleus hallii (J.K. Morton) A.J. Paton
- Coleus harmandii (Doan ex Suddee & A.J. Paton) A.J. Paton
- Coleus helenae Buscal. & Muschl.
- Coleus helferi (Hook. f.) A.J. Paton
- Coleus hendersonii Regel
- Coleus herbaceus (Briq.) G. Taylor
- Coleus hereroensis (Engl.) A.J. Paton
- Coleus heterotrichus Briq.
- Coleus heynei (R. Br. ex Roth) Benth.
- Coleus hijazensis (Abdel Khalik) A.J. Paton
- Coleus hjalmarii (T.C.E. Fr.) Robyns & Lebrun
- Coleus hockii De Wild.
- Coleus homblei De Wild.
- Coleus huberi Regel
- Coleus humulopsis (B.J. Pollard) A.J. Paton
- Coleus hybridus Hort. ex Cobeau
- Coleus hymalis (J.R.I. Wood) A.J. Paton
- Coleus idukkianus (J. Mathew, Yohannan & B.J. Conn) Smitha
- Coleus igniarioides (Ryding) A.J. Paton
- Coleus igniarius Schweinf.
- Coleus ignotus (A.J. Paton) A.J. Paton
- Coleus igolotorum Briq.
- Coleus inflatus Benth.
- Coleus ingratus (Blume) Benth.
- Coleus inselbergii (B.J. Pollard & A.J. Paton) A.J. Paton
- Coleus insignis (Hook. f.) A.J. Paton
- Coleus insolitus (C.H. Wright) Robyns & Lebrun
- Coleus insularis (P.I. Forst.) P.I. Forst.
- Coleus integrifolius Elmer
- Coleus intraterraneus (S.T. Blake) P.I. Forst. & T.C. Wilson
- Coleus kanneliyensis L.H.Cramer & Balas.
- Coleus kanyakumariensis (Shinoj & Sunojk.) Smitha
- Coleus kapatensis R.E. Fr.
- Coleus kasomenensis De Wild.
- Coleus kassneri (T.C.E. Fr.) Robyns & Lebrun
- Coleus keniensis Standl.
- Coleus kilimandschari Gürke ex Engl.
- Coleus kirkii (Baker) A.J. Paton
- Coleus kisanfuensis De Wild.
- Coleus kivuensis Lebrun & Touss.
- Coleus klossii (S. Moore) P.I. Forst. & T.C. Wilson
- Coleus koualensis A. Chev. ex Hutch. & Dalziel
- Coleus koulikoroensis A.J. Paton
- Coleus kunstleri (Prain) A.J. Paton
- Coleus laciniatus (Blume) Benth.
- Coleus lactiflorus Vatke
- Coleus laetus (P.I. Forst.) P.I. Forst.
- Coleus lageniocalyx Briq.
- Coleus lanceolatus (Bojer ex Benth.) A.J. Paton & Phillipson
- Coleus lancifolius (Bramley) A.J. Paton
- Coleus langouassiensis A. Chev.
- Coleus lanuginosus Hochst. ex Benth.
- Coleus lasianthus Gürke
- Coleus lateriticola (A. Chev.) Phillipson, O. Hooper & A.J. Paton
- Coleus latidens S. Moore
- Coleus latifolius Hochst. ex Benth.
- Coleus laurentii De Wild.
- Coleus laxiflorus (Benth.) Roberty
- Coleus laxus (T.C. Wilson & P.I. Forst.) T.C. Wilson & P.I. Forst.
- Coleus lebrunii Robyns
- Coleus leiperi (P.I. Forst.) P.I. Forst.
- Coleus leptophyllus Baker
- Coleus leptostachys Benth.
- Coleus leucophyllus Baker
- Coleus linearifolius (J.K. Morton) A.J. Paton
- Coleus livingstonei A.J. Paton
- Coleus longipetiolatus Gürke ex Engl.
- Coleus luengerensis Gürke
- Coleus luteus (Gürke) Staner
- Coleus lyratus (A. Chev.) Roberty
- Coleus macraei Benth.
- Coleus macranthus Merr.
- Coleus macrophyllus (Blume) Benth.
- Coleus macropus Miq.
- Coleus macrostachys Benth.
- Coleus maculatus Gürke
- Coleus maculosus (Lam.) A.J. Paton
- Coleus madagascariensis (Pers.) A. Chev.
- Coleus magnificus P.I. Forst. & A.J. Paton
- Coleus mahonii Baker
- Coleus malabaricus Benth.
- Coleus malinvaldii (Briq.) Briq.
- Coleus mannii Hook. f.
- Coleus maranguensis Gürke
- Coleus marmoratus W. Bull
- Coleus marquesii Briq.
- Coleus marrubatus (J.K. Morton) A.J. Paton
- Coleus matopensis S. Moore
- Coleus mechowianus Briq.
- Coleus megacalyx (A.J. Paton) A.J. Paton
- Coleus megadontus (P.I. Forst.) P.I. Forst.
- Coleus melanocarpus (Gürke) Robyns & Lebrun
- Coleus melleri (Baker) A.J. Paton & Phillipson
- Coleus membranaceus Briq.
- Coleus menyharthii Briq.
- Coleus meyeri (Gürke) A.J. Paton
- Coleus micranthus Maxim.
- Coleus microtrichus Chiov.
- Coleus minor (J.K. Morton) A.J. Paton
- Coleus minutiflorus (Ryding) A.J. Paton
- Coleus minutus (P.I. Forst.) P.I. Forst.
- Coleus mirabilis Briq.
- Coleus mirus (S.T. Blake) P.I. Forst. & T.C. Wilson
- Coleus mitis (R.A. Clement) A.J. Paton
- Coleus modestus (Baker) Robyns & Lebrun
- Coleus mollis Benth.
- Coleus monostachyus (P. Beauv.) A.J. Paton
- Coleus montanus Hochst. ex Ces.
- Coleus monticola (Gürke) Gürke
- Coleus mucosus Hayata
- Coleus multicolor J.H. Veitch ex Kellock
- Coleus multiflorus Benth.
- Coleus murrayi T. Moore
- Coleus mutabilis (Codd) A.J. Paton
- Coleus myrianthellus Briq.
- Coleus myrianthus (Briq.) Brenan
- Coleus namuliensis E. Downes & I. Darbysh.
- Coleus neochilus (Schltr.) Codd
- Coleus nepetifolius (Baker) A.J. Paton
- Coleus nervosus Briq.
- Coleus newtonii Briq.
- Coleus niamniamensis (Gürke) A.J. Paton
- Coleus nigericus (Alston) A.J. Paton
- Coleus nitidus (P.I. Forst.) P.I. Forst.
- Coleus niveus (Hiern) A.J. Paton
- Coleus nyikensis Baker
- Coleus odoratus Gürke
- Coleus omahekense Dinter
- Coleus omahekensis Dinter
- Coleus omissus (P.I. Forst.) P.I. Forst.
- Coleus orbicularis Baker
- Coleus orthodontus (Gürke) A.J. Paton
- Coleus osmirrhizon Elliot
- Coleus ostinii Chiov.
- Coleus otostegioides (Gürke) A.J. Paton
- Coleus ovatus Benth.
- Coleus pachyphyllus Gürke
- Coleus pallidiflorus A. Chev.
- Coleus pallidus (Wall. ex Benth.) A.J. Paton
- Coleus palliolatus S. Moore
- Coleus palustris Vatke
- Coleus paniculatus Benth.
- Coleus parensis Gürke
- Coleus parishii (Hook. f.) A.J. Paton
- Coleus parvicalyx (A.J. Paton) A.J. Paton
- Coleus parviflorus Benth.
- Coleus penicillatus (A.J. Paton) A.J. Paton
- Coleus pentheri Gürke
- Coleus penzigii Dammann ex Baker
- Coleus perrieri (Hedge) A.J. Paton & Phillipson
- Coleus personatus Lem.
- Coleus persoonii Benth.
- Coleus petersianus Vatke
- Coleus petiolatissimus Briq.
- Coleus petraeus (Backer ex Adelb.) A.J. Paton
- Coleus petricola (J. Mathew & B.J. Conn) A.J. Paton
- Coleus petrophilus Gürke
- Coleus peulhorum A. Chev.
- Coleus phulangkaensis (Suddee, Suphuntee & Saengrit) Suddee
- Coleus phymatodes Briq.
- Coleus plantagineus (Hook. f.) A.J. Paton
- Coleus platostomoides Robyns & Lebrun
- Coleus platyphyllus (A.J. Paton) A.J. Paton
- Coleus pobeguinii Hutch. & Dalziel
- Coleus poggeanus Briq.
- Coleus polyanthus S. Moore
- Coleus polystachys (Benth.) A.J. Paton
- Coleus porcatus (van Jaarsv. & P.J.D.Winter) A.J. Paton
- Coleus porphyranthus (T.J. Edwards & N.R. Crouch) A.J. Paton
- Coleus praetermissus Bullock & Killick
- Coleus preussii Gürke
- Coleus primulinus (Baker) A. Chev.
- Coleus prittwitzii (Perkins) A.J. Paton
- Coleus prostratus (Gürke) A.J. Paton
- Coleus psammophilus (Codd) A.J. Paton
- Coleus pseudospeciosus (Buscal. & Muschl.) A.J. Paton
- Coleus puberulus Miq.
- Coleus pubescens Merr.
- Coleus pulchellus (P.I. Forst.) P.I. Forst.
- Coleus pumilus Blanco
- Coleus punctatus Baker
- Coleus quarrei Robyns & Lebrun
- Coleus ramosissimus (Hook. f.) Roberty
- Coleus recurvata (Ryding) A.J. Paton
- Coleus rehmannii Briq.
- Coleus rehneltianus A. Berger
- Coleus remotiflorus Miq.
- Coleus repens Gürke
- Coleus reticulatus A. Chev.
- Coleus reveesii T. Moore
- Coleus rhodesianum (N.E. Br.) A.J. Paton
- Coleus ringoetii De Wild.
- Coleus rivularis Vatke
- Coleus robustus (Hook. f.) A.J. Paton
- Coleus rotundifolius (Poir.) A. Chev. & Perrot
- Coleus ruandensis (De Wild.) A.J. Paton
- Coleus ruckeri T. Moore
- Coleus rugosus Benth.
- Coleus rupestris Hochst. ex Briq.
- Coleus rutenbergianus (Vatke) A.J. Paton & Phillipson
- Coleus ruwenzoriensis Baker
- Coleus sahyadricus (Smitha & Sunojk.) Smitha
- Coleus salagensis Gürke
- Coleus sallyae (A.J. Paton) A.J. Paton
- Coleus sanguineus (Britten) A.J. Paton
- Coleus saundersii T. Moore
- Coleus savannicola K. Schum.
- Coleus saxicola Gürke
- Coleus saxorum (J. Mathew, Yohannan & B.J. Conn) Smitha
- Coleus scaber (Benth.) A.J. Paton
- Coleus scandens Gürke
- Coleus scaposus C.H. Wright
- Coleus scebeli Chiov.
- Coleus schimperi Vatke
- Coleus schinzii Gürke
- Coleus schizophyllus (Baker) A.J. Paton
- Coleus schlechteri (T.C.E. Fr.) Robyns & Lebrun
- Coleus schliebenii (Mildbr.) A.J. Paton
- Coleus schoensis Gürke
- Coleus schweinfurthii Baker
- Coleus scottii T. Moore
- Coleus scruposus A.J. Paton
- Coleus scutellarioides (L.) Benth.
- Coleus secundiflorus Benth.
- Coleus seretii De Wild.
- Coleus serrulatus Robyns
- Coleus sessilifolius (A.J. Paton) A.J. Paton
- Coleus shirensis Gürke
- Coleus shoolamudianus (Sunil & Naveen Kumar) Smitha & A.J. Paton
- Coleus sigmoideus (A.J. Paton) A.J. Paton
- Coleus silvaticus Gürke
- Coleus socotranus (Radcl.-Sm.) A.J. Paton
- Coleus sodalium Baker
- Coleus somalensis S. Moore
- Coleus sparsiflorus Elmer
- Coleus speciosus Baker f.
- Coleus spectabilis Miq.
- Coleus sphaerocephalus (Baker) A.J. Paton
- Coleus spicatus Benth.
- Coleus splendens (P.I. Forst.) P.I. Forst.
- Coleus splendidus A. Chev.
- Coleus stachyoides (Oliv.) Bruce
- Coleus steenisii (H. Keng) A.J. Paton
- Coleus stenostachys (Baker) A.J. Paton & Phillipson
- Coleus strictipes (G. Taylor) A.J. Paton
- Coleus strobilifer (Roxb.) A.J. Paton
- Coleus stuhlmannii (Gürke) A.J. Paton
- Coleus suaveolens (S.T. Blake) P.I. Forst. & T.C. Wilson
- Coleus subbaraoi Kumari & Malathi
- Coleus subfrutectosus Summerh.
- Coleus suborbicularis Zoll. & Moritzi
- Coleus subscandens Gürke
- Coleus subspicatus (Hochst.) Walp.
- Coleus subulatus Robyns
- Coleus succulentus Pax
- Coleus suffruticosus (Wight) A.J. Paton
- Coleus suganda Blanco
- Coleus swynnertonii S. Moore
- Coleus sylvaticus Gürke ex Engl.
- Coleus sylvestris (Gürke) A.J. Paton & Phillipson
- Coleus telfordii McPhail ex Laurentius
- Coleus tenuicaulis Hook. f.
- Coleus tenuiflorus Vatke
- Coleus termetophilus De Wild.
- Coleus ternatus (Sims) A. Chev.
- Coleus tetensis Baker
- Coleus tetradenifolius (A.J. Paton) A.J. Paton
- Coleus tetragonus (Gürke) Robyns & Lebrun
- Coleus thalassoscopicus (P.I. Forst.) P.I. Forst.
- Coleus thyrsiflorus Lebrun & Toussaint
- Coleus thyrsoideus Baker
- Coleus togoensis (Perkins) A.J. Paton
- Coleus tomentifolius (Suddee) Suddee
- Coleus toroensis S. Moore
- Coleus torrenticola (P.I. Forst.) P.I. Forst.
- Coleus triangularis (A.J. Paton) A.J. Paton
- Coleus tricholobus Gürke
- Coleus trichophorus Briq.
- Coleus trullatus (A.J. Paton) A.J. Paton
- Coleus tuberosus (Blume) Benth.
- Coleus uliginosus T.C.E. Fr.
- Coleus ulugurensis Gürke
- Coleus umbrosa Vatke
- Coleus umbrosus Vatke
- Coleus unguentarius (Codd) A.J. Paton
- Coleus urticaefolius Roberty
- Coleus urticifolius Benth.
- Coleus vaalae (Forssk.) Deflers
- Coleus vagatus E.A. Bruce
- Coleus variifolius De Wild.
- Coleus velutinus (Trimen) A.J. Paton
- Coleus venteri (van Jaarsv. & L.Hankey) A.J. Paton
- Coleus ventosus (P.I. Forst.) P.I. Forst.
- Coleus venustus (P.I. Forst.) P.I. Forst.
- Coleus verschaffeltii Lem.
- Coleus verticillatus (Baker) A.J. Paton
- Coleus vestitus Baker
- Coleus vetiveroides Jacob
- Coleus vettiveroides K.C.Jacob
- Coleus veyretiae (Guillaumet & Cornet) A.J. Paton & Phillipson
- Coleus villosus (Forssk.) A.J. Paton
- Coleus viridis Briq.
- Coleus walkeri Benth.
- Coleus wallamanensis (T.C. Wilson & P.I. Forst.) T.C. Wilson & P.I. Forst.
- Coleus welwitschii Briq.
- Coleus wightii Benth.
- Coleus wilsonii T. Moore
- Coleus wittei Robyns
- Coleus wugensis Gürke
- Coleus wulfenioides Diels
- Coleus xanthanthus C.Y. Wu & Y.C. Huang
- Coleus xerophilus (Codd) A.J. Paton
- Coleus xylopodus (Lukhoba & A.J. Paton) A.J. Paton
- Coleus yemenensis A.J. Paton
- Coleus zatarhendi (Forssk.) Benth.
- Coleus zeylanicus (Benth.) L.H.Cramer
- Coleus zombensis (Baker) Mwany.
- Coleus zschokkei Merr.
- Coleus × eureka auct.
- Coleus × hybridus Voss
- Coleus × marshallii T. Moore
- Coleus × tryonii auct.
- Coleus × veitchii Dombrain